# Сен-Морель
Сен-Море́ль (фр. Saint-Morel) — коммуна во Франции, находится в регионе Шампань — Арденны. Департамент коммуны — Арденны. Входит в состав кантона Монтуа. Округ коммуны — Вузье.
Код INSEE коммуны — 08392.
Коммуна расположена приблизительно в 180 км к востоку от Парижа, в 50 км северо-восточнее Шалон-ан-Шампани, в 50 км к югу от Шарлевиль-Мезьера.

## Население
Население коммуны на 2008 год составляло 238 человек.
| 1962 | 1968 | 1975 | 1982 | 1990 | 1999 | 2008 |
| ---- | ---- | ---- | ---- | ---- | ---- | ---- |
| 228  | 259  | 198  | 212  | 235  | 227  | 238  |

## Администрация
| Период | Период | Фамилия      | Партия | Должность                |
| ------ | ------ | ------------ | ------ | ------------------------ |
| 1944   | 1977   | Морис Боном  |        |                          |
| 1977   | 2001   | Луи Гоффине  |        |                          |
| 2001   |        | Тьери Деглер | SE     | член генерального совета |

## Экономика
В 2007 году среди 142 человек в трудоспособном возрасте (15—64 лет) 107 были экономически активными, 35 — неактивными (показатель активности — 75,4 %, в 1999 году было 71,5 %). Из 107 активных работали 95 человек (61 мужчина и 34 женщины), безработных было 12 (6 мужчин и 6 женщин). Среди 35 неактивных 8 человек были учениками или студентами, 9 — пенсионерами, 18 были неактивными по другим причинам.

## Достопримечательности
- Церковь Сен-Морис[фр.] (XVI век). Исторический памятник с 1919 года.[3]
- Бывшее кладбище около церкви. Исторический памятник с 1930 года.[4]
- Замок Марешаль.
- Стела Ролан-Гаррос.

## Фотогалерея
- Церковь Сен-Морис
- Церковь Сен-Морис
- Карта коммуны